# Giuditta con la sua ancella (Artemisia Gentileschi Cannes)
Giuditta con la sua ancella è un dipinto realizzato da Artemisia Gentileschi tra il 1645 ed il 1650 e attualmente conservato al Museo de la Castre di Cannes.

## Storia
Dai documenti risulta che la tela sia stata donata nel 1933 da Madame Derive, ma i curatori non sono stati in grado di trovare altre informazioni per ricostruire a ritroso gli spostamenti dell'opera. Un restauro significativo è stato realizzato nel 1973; nel 2021 vi è stato un ulteriore intervento in occasione dell'esposizione, quando la tela è stata portata fuori dai depositi del museo.

## Descrizione
La vicenda è tratta dal libro deuterocanonico di Giuditta, nel quale Giuditta seduce il generale Oloferne per poi assassinarlo. Il momento esatto raffigurato è quello in cui, in seguito all'omicidio, l'ancella ripone la testa del generale in un sacco, mentre Giuditta si guarda intorno. Si tratta della seconda di tre opere realizzate con lo stesso soggetto ed impostazione notevolmente somigliante. Il primo, datato tra il 1623 ed il 1625, è conservato al Detroit Institute of Arts, mentre il terzo, realizzato tra il 1645 ed il 1650, è ora esposto al Museo nazionale di Capodimonte di Napoli.